# Péril en la demeure
Péril en la demeure és una pel·lícula dramàtica francesa del 1985 dirigida per Michel Deville. Va ser inscrit al 35è Festival Internacional de Cinema de Berlín El guió és una adaptació del conte Sur la terre comme au ciel de René Belletto.

## Argument
David Aurphet, un professor de guitarra en dificultats, és convidat a donar classes a Viviane Tombsthay, la filla d'una parella acomodada. La dona, Julia, comença una aventura amb ell mentre Viviane i una veïna, Edwige, se li insinuen. Més tard, David és robat, però és rescatat per un desconegut, Daniel Forest, a qui ha vist rondant a prop de la propietat del Tombsthay. Daniel admet que és un assassí per contracte que treballa i suggereix que el robatori és una cobertura per a algú que vol ferir la mà d'en David, com un marit gelós.
David rep una cinta de vídeo anònima amb proves de la seva aventura; La Júlia diu que també n'ha rebut un. Li parla a l'Edwige del vídeo però no de la Julia. Després de descobrir que algú ha estat a casa seva, li demana a Daniel que es quedi a dormir per si de cas. La Júlia apareix i convida en David a casa seva, ja que el seu marit no hi és. Després de marxar, Daniel li diu a David que el marit de Julia, Graham, és el seu objectiu previst. Avisa a David que s'adverteixin de Graham i li suggereix que eviti la Júlia durant un temps. Quan David es nega, Daniel li dona una pistola per protegir-se.
El David hi arriba però hi troba Graham amb ganes de matar-lo. David li dispara. La Júlia aconsella a David que se'n vagi i ell busca refugi amb Edwige. Ella li mostra un vídeo que mostra que només va ferir a Graham, que després va ser assassinat per Julia.
David és més tard amenaçat per Daniel per un microfilm que falta. David el mata i marxa de la zona amb Viviane.

## Repartiment
- Anémone - Edwige Ledieu
- Richard Bohringer - Daniel Forest
- Nicole Garcia - Julia Tombsthay
- Christophe Malavoy - David Aurphet
- Michel Piccoli - Graham Tombsthay
- Anaïs Jeanneret - Vivianne Tombsthay
- Jean-Claude Jay - Pare
- Hélène Roussel - Mare
- Franck de la Personne - Guitarrista
- Élisabeth Vitali - Cambrer
- Daniel Vérité - Atacant

## Producció
El vestuari va ser creat per Cécile Balme, els decorats de pel·lícules són de Philippe Combastel i Dominique Maleret. La pel·lícula es va rodar a Versalles; la vila de la família Tombsthay és la vila Les Fauvettes a Ville d'Avray on va créixer Boris Vian. Es va estrenar als cinemes francesos el 13 de febrer de 1985.

## Reconeixements
- Césars 1986:
  - César al millor director per Michel Deville
  - César al millor muntatge per a Raymonde Guyot
- Premi a la millor pel·lícula francesa del Syndicat français de la critique de cinéma 1985 (ex-æquo amb Sense sostre ni llei d'Agnès Varda)

Aquesta pel·lícula va ocupar el lloc 26 a la taquilla francesa amb 1.648.467 entrades el 1985.